# Droits de l'homme au Cambodge
Les droits de l’homme au Cambodge sont garantis par la constitution qui, dans son article 31, dispose que le royaume khmer « reconnaît et respecte les droits de l'Homme tels qu'ils sont définis dans la charte des Nations unies, dans la déclaration universelle des droits de l'Homme et dans tous les traités et conventions relatifs aux droits de l'Homme, de la femme et de l'enfant ».
Mais de nombreuses associations reportent des manquements répétés aux droits fondamentaux à la personne,,,,,,,.

## Contexte historique
Malgré les nombreux régimes qui se sont succédé au Cambodge, aucun de ses dirigeants ne semble avoir fait grand cas, quand ils détenaient le pouvoir, des droits de l’homme. En fait, il est couramment admis dans la région qu’il s’agit d’un concept occidental qui ne peut être appliqué tel quel dans des pays d’autres cultures comme le sont ceux du sud-est asiatique. La norme, comme ailleurs dans la région semble être la soumission à l’autorité. Les nombreuses révoltes dont l’histoire du pays est émaillée visaient plus à changer les dirigeants que leur forme de gouvernement. Contrairement à l’occident, les luttes contre l’arbitraire qui ont débouché sur des textes garantissant les libertés acquises telles la Magna Carta sont absentes en Asie. Tout au plus, après la seconde Guerre mondiale, les pays adoptent des constitutions ou la déclaration des droits de l’homme, mais aucun responsable ne se sent engagé par ces textes qui ne sont vus que comme des déclarations d’intention envers l’étranger.
Toutefois, lorsqu’au début des années 1990 les différents belligérants du conflit cambodgien demandent l’aide des Nations unies pour mettre fin à plus de 20 ans de crise, l’organisation internationale demande des garanties quant au respect des traités internationaux ayant trait aux droits humains. L’autorité provisoire chargée de gérer les affaires du pays retrouve donc dans son domaine de compétence les « questions relatives aux droits de l’homme ». À ce titre, des structures sont mises en place dans le pays pour reporter et enquêter sur toutes les accusations de manquements à ces droits. À la fin de la mission, en 1993, conformément aux accords préalablement signés, un bureau du Haut-Commissariat des Nations unies aux droits de l'homme s'ouvre à Phnom Penh.
Dans le même temps la constitution garantie nommément le respect des droits de l’homme et intègre plusieurs de ses articles. Le but est de marquer une rupture avec les régimes précédents mais aussi d’attirer une aide au développement dont le pays a grand besoin. Si le second argument est indubitablement flagrant, la compétition entre donateurs les empêche de s’accorder sur des sanctions à prendre en cas de manquement ; les réunions du groupe consultatif chargé de coordonner l’action de chacun en est réduite à émettre des mises en garde sans lendemain. Les organisations non gouvernementales bénéficient par contre d’une relative tranquillité plutôt inhabituelle dans cette partie du monde et exercent une réelle influence sur la conduite des affaires du pays. Si le gouvernement tente régulièrement de les contrôler, il doit faire machine arrière devant les menaces des pays donateurs. De fait chaque violation des droits de l’homme est reportée de manière quasiment systématique par des associations qui veulent justifier leur présence.

## Les principaux organismes locaux de défense des droits de l’homme
Outre les organisations internationales telles Human Rights Watch ou Amnesty, le royaume khmer compte un nombre indéfini d’associations purement cambodgiennes de défense des droits de l’homme, allant de la petite entité focalisée sur un problème local à des groupes structurés plus globaux. Les deux principales organisations, par ailleurs affiliées à la fédération internationale des ligues des droits de l'homme, sont l’association pour les droits de l'homme et le développement au Cambodge (ADHOC) et la LIgue CAmbodgienne des Droits de l'HOmme (en) (LICADHO).
Le Haut-Commissariat des Nations unies aux droits de l'homme a pour sa part un rapporteur chargé de se rendre régulièrement sur place pour examiner et rendre compte de l’évolution de la situation.

### Association pour les droits de l'homme et le développement au Cambodge (ADHOC)
L'Association pour les droits de l’Homme et le développement au Cambodge, ou ADHOC, a été créée en décembre 1991, à la suite de la signature des Accords de Paris, qui ont mis un terme à plusieurs décennies de guerre civile. Elle est la plus ancienne ONG de défense des droits de l'Homme du Cambodge.

### Ligue Cambodgienne de Droits de l’Homme (LICADHO)
La LICADHO a été créée en 1992. Au départ cantonnée dans un rôle d’éducation des populations au processus électoral en vue du scrutin de 1993, elle sera confrontée sur le terrain à de nombreuses violations des droits de l’homme et étendra progressivement son activité à reporter ces manquements et apporter une assistance juridique et humanitaire à ses victimes. Si son siège social est à Phnom Penh depuis sa création, l’organisation disposait, au début de 2015, d’antennes dans 13 des 25 provinces du pays.

### Principaux traités internationaux ratifiés
Si le Cambodge a signé un grand nombre de traités internationaux, plusieurs organisations humanitaires relèvent de nombreuses lacunes quant à leur application.
| Traité ou convention | Année ratification |
| --- | ------------------ |
| Convention internationale sur l'élimination de toutes les formes de discrimination raciale                                                                                       | 28 novembre 1983   |
| Pacte international relatif aux droits civils et politiques | 26 mai 1992        |
| Convention contre la torture et autres peines ou traitements cruels, inhumains ou dégradants                                                                                     | 15 octobre 1992    |
| Convention sur l'élimination de toutes les formes de discrimination à l'égard des femmes                                                                                         | 15 octobre 1992    |
| Protocole facultatif à la Convention contre la torture et autres peines ou traitements cruels, inhumains ou dégradants                                                           | 30 mars 2007       |
| Convention internationale pour la protection de toutes les personnes contre les disparitions forcées                                                                             | 27 juin 2013       |
| Pacte international relatif aux droits économiques, sociaux et culturels | 26 mai 1992        |
| Convention relative aux droits de l'enfant | 15 octobre 1992    |
| Protocole facultatif à la Convention relative aux droits de l'enfant, concernant l'implication d'enfants dans les conflits armés                                                 | 16 juillet 2004    |
| Protocole facultatif à la Convention relative aux droits de l'enfant, concernant la vente d'enfants, la prostitution des enfants et la pornographie mettant en scène des enfants | 30 mai 2002        |
| Convention relative aux droits des personnes handicapées | 20 décembre 2012   |
| Statut de Rome relatif à la Cour pénale internationale | 11 avril 2002      |
| Convention sur l'interdiction des mines antipersonnel | 28 juillet 1999    |
| Convention du 28 juillet 1951 relative au statut des réfugiés | 15 octobre 1992    |

### Les représentants et rapporteurs auprès des Nations Unies pour les droits de l'homme

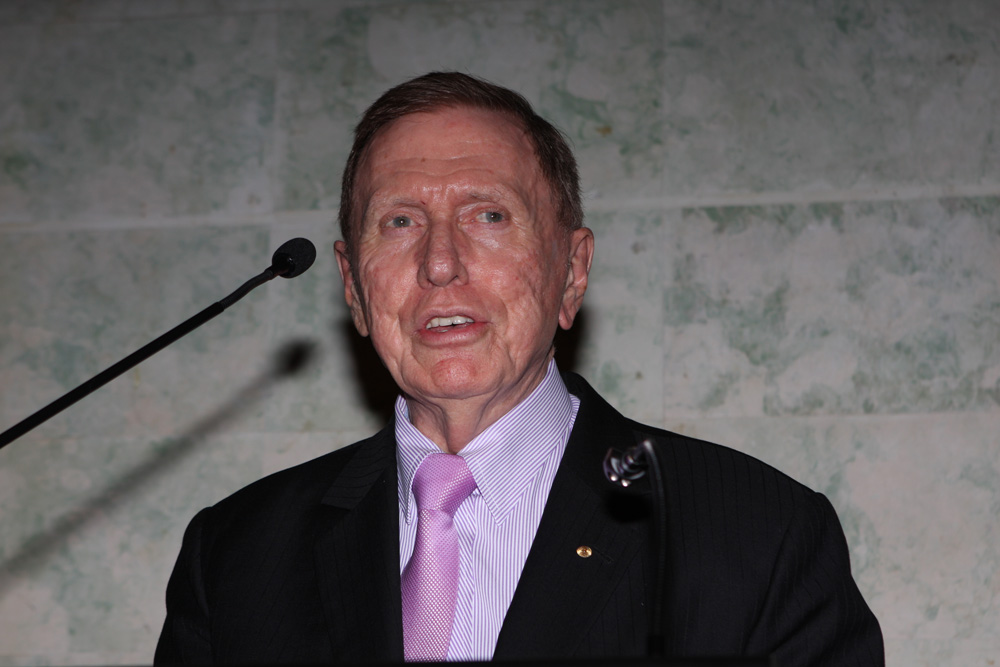
Michael Kirby, le premier représentant spécial, de 1993 à 1996.

Le poste fut créé en 1993, conformément aux articles 17 de l’accord pour un règlement politique global du conflit du Cambodge et 3 de l’accord relatif à la souveraineté, l’indépendance, l’intégrité et l’inviolabilité territoriales, la neutralité et l’unité nationale du Cambodge, tous deux ratifiés lors de la conférence de Paris sur le Cambodge de 1991.
Son rôle est de suivre et faire part de l’évolution de la situation du Cambodge au regard des droits de l’homme. À ses débuts, il était le « représentant spécial du secrétaire général des Nations unies pour les droits de l'homme au Cambodge » et devait à ce titre lui rendre compte. Il informait également l’Assemblée générale et le Haut-Commissariat aux droits de l'homme, tous deux intéressés par ses travaux. En 2008, en vue d’harmoniser les procédures similaires en cours dans divers pays, la fonction est rattachée au Haut-Commissariat des Nations unies aux droits de l'homme et son titulaire devient son rapporteur spécial pour le Cambodge.
Même si le commissariat, lui fournit un secrétariat, le rapporteur ne fait pas partie du personnel de l’ONU, ni d’aucun gouvernement ou groupe d’intérêt. Il se rend régulièrement au Cambodge dans le cadre de sa mission pour y rencontrer les dirigeants, des membres de la société civile et d’autres personnes pour tenter de favoriser une coopération de tous les intervenants dans le domaine des droits de l’homme.

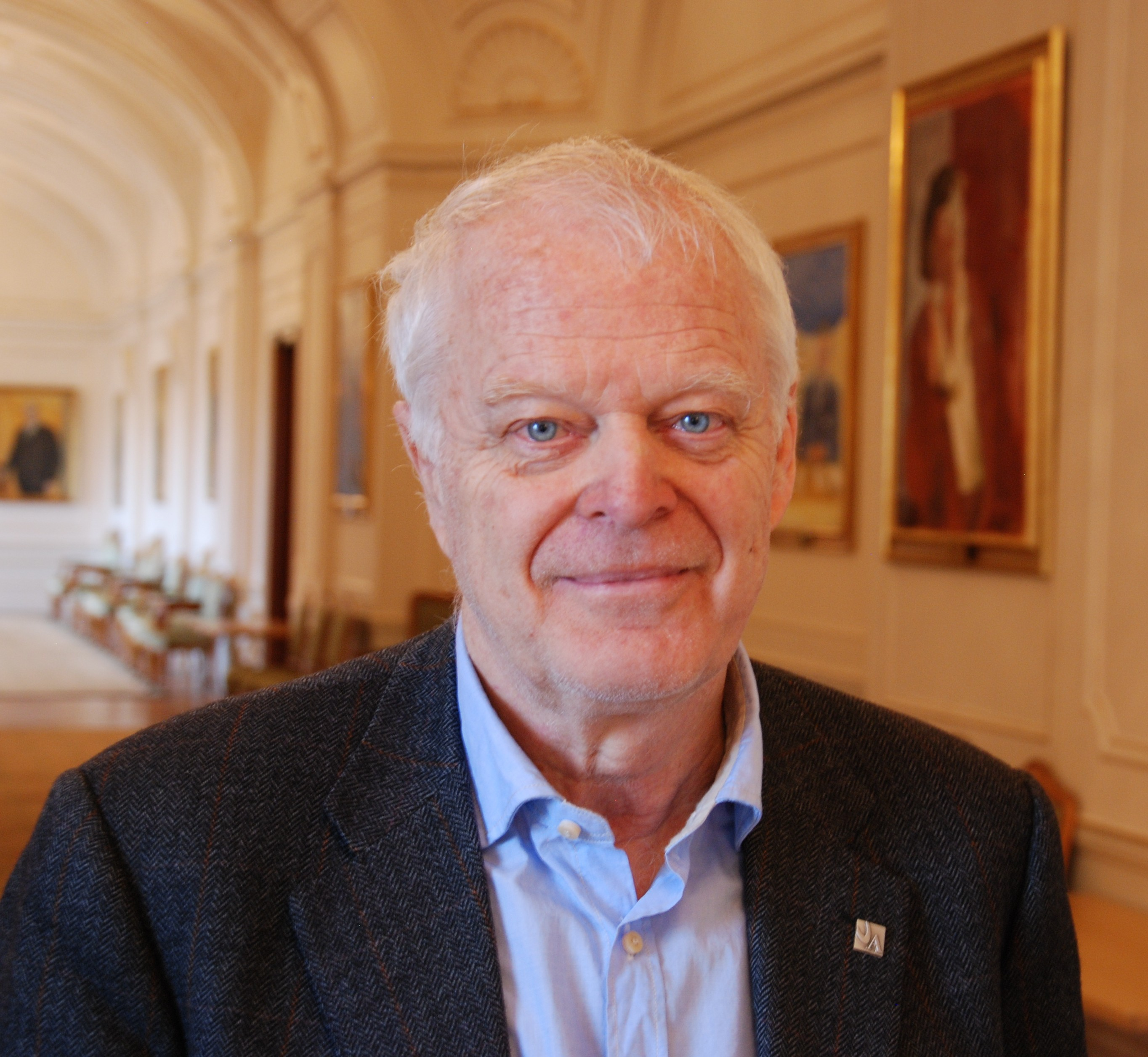
Thomas Hammarberg, représentant spécial de 1996 à 2000.

| Mandat      | Représentant         | Nationalité |
| ----------- | -------------------- | ----------- |
| 1993-1996   | Michael Kirby (en)   | Australie   |
| 1996-2000   | Thomas Hammarberg    | Suède       |
| 2000-2005   | Peter Leuprecht (de) | Autriche    |
| 2005-2008   | Yash Ghai (en)       | Kenya       |
| 2008-2015   | Surya Subedi (en)    | Nepal       |
| depuis 2015 | Rhona Smith          | Royaume Uni |

## Situation actuelle
Dans son exposé d’août 2014, Surya Subedi, alors rapporteur auprès du commissaire des Nations unies aux droits de l'homme, note que si la situation au Cambodge s’est d’une manière générale améliorée avec le temps, le pays doit encore adopter et appliquer un certain nombre de lois avant d’être en conformité avec les différents traités et conventions qu’il a signé.
Une vue exhaustive de cette situation ne saurait toutefois se concevoir autrement qu’au travers de chacun des 30 volets de la déclaration universelle des droits de l'homme.

### Égalité de droit
|  | Tous les êtres humains naissent libres et égaux en dignité et en droits. Ils sont doués de raison et de conscience et doivent agir les uns envers les autres dans un esprit de fraternité. |
|  | Article premier de la Déclaration universelle des Droits de l’Homme (lire sur Wikisource)                                                                                                  |

Le principal cas d’inégalité concerne les membres des minorités ethniques khmères Lœu qui, ne maîtrisant pas la langue officielle du pays, partent avec un sérieux handicap, ne serait-ce que pour terminer leur cycle d’études de l’enseignement primaire. Ces lacunes les rendent d’autant plus vulnérables à des litiges au regard des lois cambodgiennes qui vont parfois à l’encontre de leurs coutumes,.

### Discrimination
|  | 1. Chacun peut se prévaloir de tous les droits et de toutes les libertés proclamés dans la présente Déclaration, sans distinction aucune, notamment de race, de couleur, de sexe, de langue, de religion, d’opinion politique ou de toute autre opinion, d’origine nationale ou sociale, de fortune, de naissance ou de toute autre situation. 2. De plus, il ne sera fait aucune distinction fondée sur le statut politique, juridique ou international du pays ou du territoire dont une personne est ressortissante, que ce pays ou territoire soit indépendant, sous tutelle, non autonome ou soumis à une limitation quelconque de souveraineté. |
|  | Article 2 de la Déclaration universelle des Droits de l’Homme (lire sur Wikisource) |

La principale forme de discrimination au Cambodge est liée à la rancœur antivietnamienne basée sur un certain nombre de croyances héritées du passé et qui continue de trouver un large écho au sein de la population.
Ce ressentiment, en outre alimenté par les discours des responsables de l’opposition, dégénère fréquemment, particulièrement avant un scrutin. Ce fut notamment le cas lors de la campagne électorale de 2013, quand par exemple dans le quartier de Stœng Mean Chey à Phnom Penh une foule s’en était pris à un individu ou un peu plus tard quand des personnes d’origine vietnamienne ont été empêchées de voter à Trœuy Sla, dans le district de S’ang (province de Kandal). De plus, en marge des manifestations qui ont suivi, des commerces, dont on supposait que les propriétaires étaient d’origine vietnamienne, ont été saccagés, notamment au début de 2014 près de la route de Veng Sreng dans la capitale.

### Droit à la vie, à la liberté et à la sureté de sa personne
|  | Tout individu a droit à la vie, à la liberté et à la sûreté de sa personne.         |
|  | Article 3 de la Déclaration universelle des Droits de l’Homme (lire sur Wikisource) |

Le Cambodge fut, en 1989, le premier pays d’Asie à avoir officiellement aboli la peine de mort. De plus, lors son passage devant le comité des Nations unies aux droits de l’homme au début de 2015, le gouvernement cambodgien affirmait que le droit à la vie et à la sécurité des personnes est garanti par la loi et que tous ceux qui y attentent sont passibles de sanctions pénales. Dans la réalité, pour la seule année 2014, la LICADHO avait recensé 4 cas où des particuliers avaient été tués par des militaires ou des policiers. Le plus grave avait eu lieu en janvier à Phnom Penh, quand des forces de l’ordre avaient ouvert le feu sur des manifestants, faisant au moins 4 morts. Une année plus tard, les responsables de ces exactions n’avaient toujours pas répondu de leurs actes.

### Esclavage et servitude
|  | Nul ne sera tenu en esclavage ni en servitude ; l’esclavage et la traite des esclaves sont interdits sous toutes leurs formes. |
|  | Article 4 de la Déclaration universelle des Droits de l’Homme (lire sur Wikisource)                                            |

Après la dénonciation de nombreux problèmes de trafics humains, le gouvernement a décidé, en 2011, de suspendre l’envoi de travailleurs cambodgiens en Malaise. Quatre années plus tard, des pourparlers débutent entre Phnom Penh et Kuala Lumpur afin de suspendre ce moratoire, mais d’après la LICADHO, les problèmes qui avaient conduit à sa mise en place n’ont pas été réglés. En fait, aucune des agences de recrutement qui avaient alors opéré n’a eu à rendre de compte à la justice et au moins trois d’entre elles ont depuis été impliquées dans des affaires similaires en Thaïlande et deux autres continuent à Phnom Penh d’enrôler des femmes pour aller travailler à Singapour.
Un autre problème concerne l’emploi de Cambodgiens dans le domaine de la pêche hauturière. Une fois recrutés, ils peuvent rester des mois voire des années sans descendre à terre, faisant des journées de 20 heures, battus, sous-alimentés, drogués et sans toucher le moindre salaire. Une affaire a fait les titres de la presse locale en 2013, quand, le 10 mai, la taiwanaise Lin Yu-Shin, dirigeante de Giant Ocean International, a été arrêtée à Siem Reap pour trafic humain. Son entreprise proposait du travail en Malaisie, en Thaïlande et au Japon, mais en mars 2012, des personnes recrutées avaient alerté des organisations humanitaires, accusant l’agence de les avoir envoyés dans des lieux peu en rapport avec ceux annoncés et figurant sur leurs contrats de travail, tels le Sénégal, l’Île Maurice ou l’Afrique du Sud. Madame Lin a finalement été condamnée en avril 2014 à dix ans de prison par la cour de Phnom Penh.
Enfin, un nouveau problème a surgi à l’orée des années 2010 et prend une ampleur inquiétante. La LICADHO a ainsi eu à traiter pour l’année 2014 des dizaines de cas affectant au total 55 femmes cambodgiennes envoyées en Chine par des organisations matrimoniales. À leur arrivée, elles étaient retenues dans des agences locales jusqu’à ce qu’elles soient vendues puis, très souvent, confinée au domicile de leurs conjoints où elles ont été soumises à des journées de travail harassantes, brutalisées et violées,,.

### Torture, peine ou traitement cruel, inhumain ou dégradant
|  | Nul ne sera soumis à la torture, ni à des peines ou traitements cruels, inhumains ou dégradants. |
|  | Article 5 de la Déclaration universelle des Droits de l’Homme (lire sur Wikisource)              |

Le Centre Cambodgien des Droits de l’Homme, dans une enquête menée au premier semestre 2013 auprès des chambres de première instance de trois provinces (Banteay Mean Chey, Phnom Penh et Rotanah Kiri), a reporté 24 cas (sur les 695 étudiés) où il paraissait possible que les aveux passés durant l’instruction aient été obtenus sous la contrainte. Un représentant d’un des tribunaux (Banteay Mean Chey) affirmait toutefois qu’il n’était pas rare que les prévenus invoquent des pressions voire des brutalités policières pour revenir sur des aveux sans qu’il ne soit possible d’établir des preuves du bien-fondé ou non de ces assertions.
La LICADHO pour sa part, sur la seule année 2014, a eu à traiter 164 accusations de torture ou de mauvais traitement, 18 ayant eu lieu en prison, les autres pendant l’arrestation d’un prévenu ou la garde à vue qui a suivi. Dans le même temps, l’organisation cambodgienne a aussi mené une enquête auprès de 1 370 prisonniers et 11 % d’entre eux prétendent avoir eu à subir de mauvais traitements perpétrés par d’autres détenus ou par le personnel pénitentiaire. La plupart ont affirmé avoir été menacés ou battus afin de leur soutirer des aveux ou de l’argent. Ceux qui ne peuvent lire le khmer sont souvent forcés de mettre leurs empreintes sur des documents dont ils ne comprennent pas la teneur. Toujours d’après cette étude, la majorité des victimes ne reportent pas ces brutalités car pour eux elles font partie de la normalité. Le gouvernement, interrogé sur ces pratiques par diverses organisations, a annoncé avoir mis en place un National Preventative Mechanism (« Mécanisme Préventif national » en anglais) en vue de les endiguer. Mais cette structure, exclusivement composée de dignitaires du régime et chapeautée par le Ministre de l’Intérieur en personne tarde à montrer ses effets et en 2015, une baisse des exactions précitées se fait toujours attendre.

### Reconnaissance de la personnalité juridique
|  | Chacun a le droit à la reconnaissance en tous lieux de sa personnalité juridique.   |
|  | Article 6 de la Déclaration universelle des Droits de l’Homme (lire sur Wikisource) |

Ce droit est souvent méconnu, n’étant d’ailleurs pas mentionné dans les différentes moutures de la déclaration des droits de l’homme proclamées pendant la révolution française. En fait, la personne en étant dépourvue n’ayant pas d’existence légale, elle ne peut dès lors prétendre à fréquenter les établissements d’enseignement public, à acquérir une propriété, à bénéficier facilement de soins et autres. Ce statut touche généralement deux types d’individus, à savoir ceux entrés illégalement sur un territoire et ceux qui n’ont pas fait l’objet d’une déclaration à l’état civil.
Concernant le Cambodge, si le pays est surtout connu comme source d’émigration clandestine, notamment vers la Thaïlande, certaines personnes franchissent les frontières dans l’autre sens, par exemple pour fuir des persécutions au Viêt Nam.
Enfin, pour le problème d’inscription à l’état civil, bien qu’il touche une majorité de Cambodgiens, surtout parce que les archives n’ont pas survécu aux guerres civiles des années 1970 à 1990, le gouvernement a dû mettre en place une série de mesures alternatives pour que ce manque ne puisse empêcher ceux qui en souffrent, d’accomplir des tâches telles que fréquenter les écoles publiques, acquérir une propriété, voter …

### Égalité devant la loi
|  | Tous sont égaux devant la loi et ont droit sans distinction à une égale protection de la loi. Tous ont droit à une protection égale contre toute discrimination qui violerait la présente Déclaration et contre toute provocation à une telle discrimination. |
|  | Article 7 de la Déclaration universelle des Droits de l’Homme (lire sur Wikisource) |

L’impunité des puissants reste un des problèmes principaux du Cambodge. On pourra notamment citer là encore les manifestations de 2013-2014 où les actes de brutalité policières n’ont donné lieu à aucune enquête sérieuse. Cette relative apathie contraste avec le traitement réservé aux manifestants arrêtés durant ces évènements, qui furent jugés quelques jours plus tard et dans la plupart des cas condamnés pour actes de violence sans qu’il n’y ait de réelles preuves de leur implication dans les faits qui leur ont été reprochés.
Dans une enquête sur la cour de cassation, le Centre Cambodgien des Droits de l’Homme mentionne pour sa part le procès de Chhouk Bandith comme caractéristique de la manière dont la justice traite le cas des puissants. Cet ancien gouverneur de Bavet est accusé d’avoir tiré le 20 février 2012 sur des manifestants devant l’usine de Kaoway Sports Limited de la zone économique spéciale Manhattan dans la province de Svay Rieng, blessant sérieusement trois femmes de 19 à 23 ans. Le 15 mars, le procureur affirme que l’accusé aurait reconnu avoir tiré mais plaide la légitime défense. La détention préventive n’est pas requise et le 19 décembre la cour provinciale abandonne les charges. Toutefois, au début de mars 2013, la chambre d’instruction de la cour d’appel décide de casser le jugement et de faire rouvrir le dossier. Le procès se tient devant le tribunal de Svay Rieng en l’absence de l’accusé qui est reconnu coupable le 25 juin de blessures involontaires et condamné à 18 mois de prison et une amende de 38 millions de Riels. La défense et les parties civiles décident tous deux de faire appel de ce verdict, mais Chhouk Bandith n’est toujours pas arrêté. Un nouveau procès s’ouvre le 31 octobre 2013, toujours en l’absence de l’accusé. Le témoignage du chef de la police de Prasat, qui avait affirmé devant la cour de première instance avoir vu Chhouk Bandith tirer et les victimes s’effondrer, est lu devant la cour, l’intéressé faisant partie des 45 témoins convoqués qui ne s’étaient pas présentés, seuls les trois victimes, un policier et deux gardes en faction devant l’usine au moment des faits ayant accepté de le faire. Les parties civiles demandent à requalifier les charges en tentative de meurtre, mais la cour refuse d’accéder à la requête. Finalement les blessures involontaires du procès précédent sont confirmées le 4 novembre 2013, la préméditation n’ayant pas été retenue au motif que l’accusé ne connaissait pas les victimes et n’avait eu aucun litige avec elles au préalable. Chhouk Bandith pour sa part restera libre jusqu’au 8 août 2015, date à laquelle il se livrera de lui-même à la police.
Afin d’améliorer l’indépendance de la justice, trois lois, concernant l’organisation des tribunaux, le statut des juges et des procureurs ainsi que le fonctionnement du Conseil suprême de la magistrature ont été promulguées en juillet 2014. Si elles comportent de réelles avancées par rapport à la situation précédente, telles la création de chambres d’appel régionales et une proportion plus importante de juges au Conseil suprême de la magistrature, plusieurs autres aspects demeurent préoccupants.
Ainsi, contrairement aux demandes répétées des organisations intéressées de la société civile, les décrets n’ont pas été publiés avant leur présentation au parlement où ils n’ont fait l’objet que d’un débat limité avant d’être adoptés. D’autre part, ces lois donnent un pouvoir que l’opposition juge excessif au ministère de la justice qui siège de droit et désigne un des autres membres au Conseil suprême de la magistrature chargé de nommer, promouvoir et au besoin sanctionner les juges et les procureurs. Enfin, le devoir de réserve imposé aux juges et aux procureurs qui leur défend de s’exprimer sur leur travail sans l’accord préalable du Conseil suprême de la magistrature peut empêcher l’appareil judiciaire de se réformer par lui-même.

### Accès à la justice
|  | Toute personne a droit à un recours effectif devant les juridictions nationales compétentes contre les actes violant les droits fondamentaux qui lui sont reconnus par la constitution ou par la loi. |
|  | Article 8 de la Déclaration universelle des Droits de l’Homme (lire sur Wikisource) |

Les deux principaux obstacles à l’accès à la justice sont d’une part le manque de confiance de la population quant à l’équité de ce pouvoir comme mentionné au chapitre sur l’égalité devant la loi et la pénurie d’avocat. Ainsi, les honoraires des juristes privés, par ailleurs d’une compétence parfois discutable, ne sont pas accessibles à la majeure partie de la population. Dans le même temps, le nombre de défenseurs affectés à l’assistance judiciaire, censée épauler les moins fortunés, a chuté de 119 en 2010 à 76 en 2013 et, en 2015, ce dispositif n’était en œuvre que dans 14 des 25 provinces.

### Arrestation, détention et exil arbitraires
|  | Nul ne peut être arbitrairement arrêté, détenu ou exilé.                            |
|  | Article 9 de la Déclaration universelle des Droits de l’Homme (lire sur Wikisource) |

Les manifestations de 2013-2014 ont également montré que les détentions arbitraires ont toujours cours au Cambodge, notamment celles qui ont suivi les débordements du 15 septembre 2013 devant le site de Kbal Thnai Skybridge. Six personnes sont arrêtées et inculpées d’actes de violences intentionnelles et de dégradation de propriété. Mais lors de leur procès, le 17 février 2014, aucun des policiers cités à la barre n’a pu reconnaître au moins un des accusés. Malgré tout, trois d’entre eux sont condamnés à trois ans de prison. Un autre cas, quelques mois plus tard, est tout aussi caractéristique ; le 11 novembre 2014, sept femmes luttant contre les évictions forcées sont arrêtées, jugés 24 heures plus tard et condamnées à un an de prison pour obstruction de la circulation. Le jour de l’audience, trois autres défenseuses du droit à la propriété et un moine bouddhiste sont eux aussi arrêtés devant le tribunal et le lendemain condamnés à un an de prison. Leurs appels seront jugés le même après-midi lors d’une session d’à peine 4 heures. Dans aucun des deux procès il ne sera présenté une preuve de leur culpabilité ni aucun des témoins de l’accusation ne pourra les identifier. Malgré tout, le jugement de la cour municipale de Phnom Penh sera confirmé et seules quelques peines et amendes seront réduites.

### Droits de la défense
|  | Toute personne a droit, en pleine égalité, à ce que sa cause soit entendue équitablement et publiquement par un tribunal indépendant et impartial, qui décidera, soit de ses droits et obligations, soit du bien-fondé de toute accusation en matière pénale dirigée contre elle. |
|  | Article 10 de la Déclaration universelle des Droits de l’Homme (lire sur Wikisource) |

Certains aspects des droits de la défense sont garantis par le code de procédure pénale cambodgien :
- L’article 98 permet à un accusé de demander l’assistance d’un avocat après 24 heures de garde à vue.
- L’article 301 affirme que la présence d’un avocat est obligatoire en cas de crime[note 4] ou si l’accusé est mineur.
- D’après l’article 319, les avocats peuvent accéder aux pièces du dossier et, après accord du cabinet du juge, obtenir une copie de certaines d’entre elles.
- L’article 322 fait obligation à la cour de donner l’identité des tous les intervenants (victime, accusé, parties civiles, témoins, experts …)
- Les articles 325 à 331 imposent au juge de s’assurer que l’accusé a pleinement compris la nature des charges qui pèsent sur lui.

Le rapport du Centre Cambodgien des Droits de l’Homme sur l’enquête qu’il a mené au premier semestre 2013 dans trois tribunaux de première instance (Banteay Mean Chey, Phnom Penh et Rotanah Kiri) montre que les accusés ne sont pas toujours informés des charges qui pèsent sur eux (10 des 354 cas étudiés). On peut aussi noter des oublis concernant la nature de l’infraction (la loi en cause n’a été citée que 222 fois, le lieu du délit ou du crime 269). Néanmoins, dans la dizaine de cas où cela a été nécessaire, la cour a fourni un interprète. Mais si la plupart du temps le juge a bien mentionné que l’accusé pouvait demander l’aide d’un avocat, dans seulement 28 des 354 procès il s’est assuré que le prévenu avait bien compris ce à quoi il avait droit. En définitive, l’enquête a dévoilé 4 situations de crimes (sur les 244 analysées) où l’accusé a comparu sans défenseur alors que la loi rend sa présence obligatoire. Pour les délits, l’absence a été constatée dans 334 des 472 cas. Interrogés, les tribunaux mettent cette carence sur le compte de la difficulté à trouver un avocat explicitée au chapitre sur l’accès à la justice. Enfin, le droit au silence pour sa part est rarement évoqué voire purement et simplement ignoré (81 % des cas).
L’enquête a aussi remis en lumière un cas – qui bien qu’il semble isolé n’en demeure pas moins préoccupant - où des témoins de la défense ont été empêchés de se présenter devant la cour. Il s’agit des suites du jugement, le 24 mai 2012, de 13 femmes accusées d’avoir illégalement occupé le site de Boeung Kak pour protester contre des expropriations au profit d’un projet immobilier sur cet emplacement. Les femmes sont présentées au tribunal deux jours après leur arrestation en se basant sur l’article 47 du code de procédure pénale qui définit les conditions qui peuvent conduire à une comparution immédiate. Les avocats demandent toutefois un ajournement du procès pour pouvoir préparer la défense, mais la requête est rejetée par le juge sans en donner les raisons comme la loi l’y oblige. Une seconde demande, qui elle aussi se heurtera à un refus non motivé, a été formulée pour faire venir 4 témoins de la défense bloqués devant le tribunal par les forces de l’ordre qui tentent de contenir des manifestants. Le procès se soldera par des condamnations à des peines allant à un an à deux et demi de prison sans qu’aucune preuve quant au caractère violent de l’occupation n’ait été produite,.

### Présomption d’innocence et non rétroactivité des lois
|  | 1. Toute personne accusée d’un acte délictueux est présumée innocente jusqu’à ce que sa culpabilité ait été légalement établie au cours d’un procès public où toutes les garanties nécessaires à sa défense lui auront été assurées. 2. Nul ne sera condamné pour des actions ou omissions qui, au moment où elles ont été commises, ne constituaient pas un acte délictueux d’après le droit national ou international. De même, il ne sera infligé aucune peine plus forte que celle qui était applicable au moment où l’acte délictueux a été commis. |
|  | Article 11 de la Déclaration universelle des Droits de l’Homme (lire sur Wikisource) |

La gestion de la détention préventive est un élément clé dans celle de la présomption d’innocence qui veut qu’un accusé ne soit pas considéré coupable tant qu’il n’a pas été déclaré comme tel à l’issue d’un procès. Cette incarcération est traitée par la section 5 du code de procédure pénal cambodgien. L’article 205 affirme ainsi qu’elle ne peut être ordonnée que dans certains cas. Sa durée maximale est définie pour sa part par les articles 208 à 214 et 249. Concernant les adultes, elle ne peut dépasser 10 mois pour un délit et 22 pour un crime.
Le Centre Cambodgien des Droits de l’Homme, dans une étude menée au premier semestre 2013 auprès des chambres de première instance de trois provinces (Banteay Mean Chey, Phnom Penh et Rotanah Kiri), a montré toutefois que la détention préventive avait été appliquée dans 506 des 719 procès suivis. L’enquête a également révélé 16 cas où la période d’incarcération avait dépassé la limite autorisée ; dans la situation la plus critique, le jugement d’un accusé du Rotanah Kiri avait débuté près de 18 mois après sa mise en détention préventive et il comparaissait pour un délit où il n’aurait pas dû en effectuer plus de 10 et où il encourait une peine pouvant aller jusqu’à un an d’emprisonnement. Une nouvelle loi est censée, depuis 2014, limiter ces incarcérations, mais d’après la LICADHO, tous les tribunaux ne l’appliquait pas encore une année plus tard et les juges qui le font mentionnent rarement dans les procès-verbaux les raisons qui les ont poussés à demander une détention préventive.
L’étude du Centre Cambodgien des Droits de l’Homme préalablement citée a aussi montré que si aucun accusé n’est apparu menotté pendant son procès ni qu’aucun juge n’a fait allusion à la culpabilité des prévenus avant de rendre son verdict, 317 d’entre eux – sur 571 – comparaissaient en tenue de prisonnier, ce qui peut instiller le doute quant à l’innocence des intéressés. Toutefois, les résultats dépendent de manière significative du tribunal. Ainsi, celui de Banteay Mean Chey se singularise avec tous ses accusés se présentant en civil alors que d’après le président de celui du Rotanah Kiri, le costume de détenu est réservé à ceux déjà condamnés par ailleurs. Enfin, à Phnom Penh, la tenue de captif est de mise dans 83 % des cas sans qu’aucun motif n’ait été fourni.
Concernant la non rétroactivité des lois, le rapport a trouvé 2 situations – sur les 419 étudiées – d’accusés condamnés pour abus de confiance commis en 2009 et au début de 2010, alors que ces infractions ont été introduites par le code pénal qui n’est entré en vigueur qu’en décembre 2010,.

### Atteinte à la vie privée
|  | Nul ne sera l’objet d’immixtions arbitraires dans sa vie privée, sa famille, son domicile ou sa correspondance, ni d’atteintes à son honneur et à sa réputation. Toute personne a droit à la protection de la loi contre de telles immixtions ou de telles atteintes. |
|  | Article 12 de la Déclaration universelle des Droits de l’Homme (lire sur Wikisource) |

### Liberté de circulation
|  | 1. Toute personne a le droit de circuler librement et de choisir sa résidence à l’intérieur d’un État. 2. Toute personne a le droit de quitter tout pays, y compris le sien, et de revenir dans son pays. |
|  | Article 13 de la Déclaration universelle des Droits de l’Homme (lire sur Wikisource) |

En juin 2014, l’expulsion, pour des raisons obscures et en moins de deux semaines, de plus de 250 000 Cambodgiens travaillant en Thaïlande a entrainé plusieurs morts. Si les autorités cambodgiennes ont facilité le retour de ces migrants dans leur région d’origine puis négocier avec leurs homologues de Bangkok pour permettre à ceux qui le désiraient de repartir travailler là-bas, aucune enquête n’a été ouverte pour connaître les circonstances de ces retours soudains et massifs, ni sur celles des décès qui les ont accompagnés, faisant suite à ceux de plusieurs bûcherons cambodgiens ces dernières années, qui eux-aussi n’ont donné lieu à aucune enquête en Thaïlande.

### Droit d’asile
|  | 1. Devant la persécution, toute personne a le droit de chercher asile et de bénéficier de l’asile en d’autres pays. 2. Ce droit ne peut être invoqué dans le cas de poursuites réellement fondées sur un crime de droit commun ou sur des agissements contraires aux buts et aux principes des Nations Unies. |
|  | Article 14 de la Déclaration universelle des Droits de l’Homme (lire sur Wikisource) |

Un accord controversé a été conclu en septembre 2014 entre les gouvernements australien et cambodgien en vue pour le second d’accueillir des demandeurs d’asile du premier en échange d’une aide au développement de plusieurs millions de dollars versés par Canberra à Phnom Penh.
Un tel procédé est contraire à la convention du 28 juillet 1951 relative au statut des réfugiés que le Cambodge a ratifié en 1992 et qui affirme que les demandes doivent être traitées par le pays dans lequel les requérants arrivent. Même si cela ressemble à un transfert de ses obligations à un pays tiers, la responsabilité de l’Australie reste engagée, vu qu’elle ne s’est pas assurée que ces migrants seraient accueillis dans des conditions qui leur garantissent le respect de leurs droits fondamentaux. De ce point de vue, il est difficile de soutenir que le Cambodge puisse offrir un niveau de protection équivalent à celui qu’ils auraient eu en Australie. Le sort réservé ainsi en 2009 aux réfugiés ouïghours dont on est sans nouvelle depuis leur extradition dans leur pays d’origine fait craindre que ceux envoyés par l’Australie puissent subir le même sort. La responsabilité du Cambodge, qui a pour sa part accepté cet accord alors qu’il n’a manifestement pas les structures pour permettre à ces réfugiés de s’installer et s’intégrer dans la société du royaume khmer, est également engagée.
Un problème plus récurrent concerne les ressortissants de certaines ethnies dites « montagnardes » du Viêt Nam qui viennent régulièrement chercher refuge au Cambodge. Si 13 d’entre eux se sont vu accorder en mars 2015 le statut de réfugiés politiques, une centaine d’autres, essentiellement Jaraï et Rhade, n’ont pu en bénéficier et ont été accusés deux mois plus tôt d’entrée illégale sur le territoire khmer. Une cinquantaine d’entre eux ont été renvoyés alors que les autres réussissaient à rejoindre Phnom Penh. Ils ont par la suite été empêchés de déposer un dossier de demande d’asile au prétexte qu’ils constituaient une menace pour la sécurité nationale et l’ordre public, en contradiction avec la convention relative au statut des réfugiés que le Cambodge a ratifié le 15 octobre 1992. Quand M. Chhay Thy, le correspondant de l’association pour les droits de l'homme et le développement au Cambodge dans la province de Rotanah Kiri, a reporté les faits, il a été menacé de poursuites par le Général Khieu Sopheak, porte-parole du ministère de l’intérieur, pour diffamation « à motivation politique ».

### Droit à la nationalité
|  | 1. Tout individu a droit à une nationalité. 2. Nul ne peut être arbitrairement privé de sa nationalité, ni du droit de changer de nationalité. |
|  | Article 15 de la Déclaration universelle des Droits de l’Homme (lire sur Wikisource)                                                           |

### Droit au mariage
|  | 1. À partir de l’âge nubile, l’homme et la femme, sans aucune restriction quant à la race, la nationalité ou la religion, ont le droit de se marier et de fonder une famille. Ils ont des droits égaux au regard du mariage, durant le mariage et lors de sa dissolution. 2. Le mariage ne peut être conclu qu’avec le libre et plein consentement des futurs époux. 3. La famille est l’élément naturel et fondamental de la société et a droit à la protection de la société et de l’État. |
|  | Article 16 de la Déclaration universelle des Droits de l’Homme (lire sur Wikisource) |

Le mariage forcé est interdit par l’article 2 de la loi cambodgienne du 26 juillet 1989 sur le mariage et la famille.
Le législateur cambodgien a cru bon de la renforcer en mars 2011 en interdisant aux femmes cambodgiennes de se marier avec des étrangers de plus de cinquante ans ou qui gagnent moins de 2 500 dollars par mois. Cet arrêté, qui a fait grand bruit parmi les expatriés et dans les diasporas, fait suite à plusieurs affaires où il était proposé une existence de rêve à des jeunes filles si elles acceptaient d’épouser des ressortissants de pays dits industrialisés. S’il arrive que parfois ces émigrations se passent bien, elles peuvent aussi déboucher sur des problèmes de trafic humain. Toutefois, quand bien même cette nouvelle loi voulait lutter contre des pratiques moralement contestables, elle va néanmoins à l’encontre du droit des femmes à librement choisir leur époux. Ou Virak (en), directeur du Centre Cambodgien des Droits de l’Homme, avait à l’occasion rappelé que quand bien même une femme décide de convoler avec une personne ayant l’âge d’être son grand-père ou même de se prostituer, aucune personne, organisation ou loi ne devrait le lui interdire si tel était son désir.
Mais les mariages forcés, quant à eux, semblent par contre toujours exister au Cambodge, même si la tradition qui veut que ce soit les parents qui choisissent qui leurs enfants vont épouser à l’air en recul. Ainsi d’après une étude réalisée en 2003, 78 % des femmes interrogées avouaient ne pas avoir pris part au processus amenant à choisir leur conjoint et 43 % affirmaient même n’avoir rencontré leur mari pour la première fois que le jour des noces. Mais si certains parents continuent encore à forcer leurs enfants à se marier avec la personne de leur choix, l’usage veut plutôt qu’ils se contentent d’un rôle d’entremetteurs et les laissent décider par eux-mêmes de la suite qu’ils veulent donner à leur rencontre. Dans le même temps, les unions qui ne doivent rien à personne sont en pleine croissance. Par contre, un mariage qui n’a pas l’assentiment des parents reste « maudit » et il arrive que de jeunes amoureux choisissent la voie du suicide pour échapper aux reproches des familles.

### Droit à la propriété
|  | 1. Toute personne, aussi bien seule qu’en collectivité, a droit à la propriété. 2. Nul ne peut être arbitrairement privé de sa propriété. |
|  | Article 17 de la Déclaration universelle des Droits de l’Homme (lire sur Wikisource)                                                      |

Les évictions forcées sont un problème récurrent au Cambodge ; la Fédération internationale des ligues des droits de l'homme estimait ainsi au premier trimestre 2015 que depuis le début des années 2000, c’étaient plus de 800 000 Cambodgiens qui avaient été victimes de ces expropriations.
Le besoin en développement du pays et la faiblesse des documents cadastraux sont souvent invoqués pour justifier de telles pratiques.
La source de cette seconde lacune est à chercher dans la période du Kampuchéa démocratique où le régime khmer rouge avait aboli la propriété privée. Si elle est à nouveau tolérée à partir de 1981, il faudra attendre 1989 pour qu’elle soit officiellement rétablie et la constitution de 1993 pour qu’elle soit protégée. Une « commission cadastrale » est créée en 2001 via le « Land management and administration project » commandité par la banque mondiale, mais il sera interrompu en septembre 2009 par le gouvernement cambodgien en raison des critiques de l’organisation financiere international concernant les expropriations. La loi autorise en effet l’État à revendre à des sociétés privées des territoires lui appartenant, en fait ceux pour lesquels aucun titre de propriété n’a encore été attribué. En 2013, ce sont ainsi 3 millions d’hectares, soit 17 % de la superficie du pays, qui ont été concédés à des entreprises locales ou étrangères
Le gouvernement affirme malgré tout faire de l’établissement des droits de propriété une priorité majeure et avoir mis en place dans ce sens une administration qui se rapporte directement au cabinet du Premier ministre. En juillet 2014, ce seraient ainsi 3,5 millions de titres qui auraient été délivrés et depuis le début de l’année quelque 180 000 lopins de terre auraient été en cours d’enregistrement. D’après le gouvernement, seules 0,4 % de ces remises de titres auraient donné lieu à des contestations. Dans le même temps, un moratoire sur les nouvelles concessions à des groupes industriels a été adopté et celles déjà accordées mais sur lesquelles aucune activité économique n’a été observée auraient été annulées[réf. nécessaire]. En outre, toujours d'après les dirigeants cambodgiens, un programme annexe a permis de distribuer en 2014 710 000 parcelles à 500 000 foyers, totalisant 1,2 million d’hectares pris sur des terrains appartenant à l’État ou sur des concessions économiques annulées. Là aussi, seules 0,8 % de ces attributions auraient occasionné des plaintes.
Toutefois, malgré ces efforts louables, les doléances continuent d’affluer auprès des associations impliquées dans le domaine, la plupart mettant en lumière le manque de transparence et d’efficacité des processus de règlement des litiges fonciers.
S’il n’est pas loyal de juger de l’ampleur de ces lacunes à la seule aune des plaignants, force est de constater qu’aucune étude ne vient néanmoins contredire leur version. L’institution chargée de régler ces conflits aurait pu gagner en crédibilité si des organisations non gouvernementale travaillant dans le secteur avaient été représentées, mais aucune d’entre elles n’a voulu être associée à une entreprise qui manque notoirement d’indépendance. Ce sentiment est conforté par le rapport de force entre des administrations locales qui auraient l’intention de faire preuve d’intégrité et les groupes industriels, rapport qui penche indubitablement en faveur des seconds de par leur poids financier et leur lien avec de hauts dirigeants politiques et militaires. De fait les victimes d’évictions qui décident de porter leur affaire devant la justice, quand ils ne sont pas purement et simplement déboutés, voient leurs dossiers enterrés dans les méandres de la bureaucratie.
En guise de dédommagement, quand les victimes y ont droit, elles se trouvent proposé des parcelles dépourvues d’eau courante, d’installation sanitaire et d’accès à des écoles ou des établissements de santé, ce qui les oblige en fait à chercher par eux-mêmes de nouvelles terres à occuper légalement ou illégalement. Ces pratiques sont contraires à l’article 17 de la déclaration universelle des droits de l’homme qui fait obligation d’offrir des conditions de logement décentes à tout un chacun.
Enfin, le problème a connu une mise en lumière particulière en octobre 2014, quand une quarantaine d’organisations saisissent la cour pénale internationale pour faire qualifier ces pratiques de crimes contre l’humanité.

### Liberté de religion
|  | Toute personne a droit à la liberté de pensée, de conscience et de religion ; ce droit implique la liberté de changer de religion ou de conviction ainsi que la liberté de manifester sa religion ou sa conviction seule ou en commun, tant en public qu’en privé, par l’enseignement, les pratiques, le culte et l’accomplissement des rites. |
|  | Article 18 de la Déclaration universelle des Droits de l’Homme (lire sur Wikisource) |

Malgré l'hégémonie du bouddhisme theravāda (plus de 95 % de la population), la liberté de culte prônée par la constitution du Cambodge parait respectée et aucune religion ne semble faire l’objet de persécution.

### Liberté d’opinion et d’expression
|  | Tout individu a droit à la liberté d’opinion et d’expression, ce qui implique le droit de ne pas être inquiété pour ses opinions et celui de chercher, de recevoir et de répandre, sans considérations de frontières, les informations et les idées par quelque moyen d’expression que ce soit. |
|  | Article 19 de la Déclaration universelle des Droits de l’Homme (lire sur Wikisource) |

Ce thème comprend deux volets principaux : celui de pouvoir exprimer librement son désaccord avec des politiques locales et celui relatif à la liberté de la presse et d’informer.
Concernant le premier élément, les manifestations de 2013-2014 – dont la plupart se sont déroulées de manière pacifique – ont montré que d’une manière générale les contestataires ont pu exprimer librement leurs points de vue, mais les débordements constatés les 15 septembre, 12 novembre 2013 et surtout du 2 au 4 janvier 2014, quand la police a répliqué à des provocations d’une manière disproportionnée faisant plusieurs morts chez les manifestants, montrent surtout que l’envie de réprimer l’exercice de cette liberté d’opinion reste sous-jacente, au moins au sein des forces de l’ordre.
L’intimidation reste aussi une arme dissuasive très répandue. Un cas parmi d’autres qui illustre bien cet aspect concerne Phel Phearun, un enseignant qui en janvier 2013 avait fait part de son ressentiment sur Facebook après que la police lui ait confisqué sa moto pour défaut de paiement de la taxe sur les vélomoteurs. Sa contribution avait déclenché une série de commentaires acerbes sur la corruption généralisée des forces de l’ordre. Un mois plus tard, il recevait une convocation au commissariat pour répondre d’un délit de diffamation.
Concernant la liberté de la presse, si les organisations Freedom House et Reporters sans frontières dépeignent une vision peu reluisante du Cambodge quant à cet aspect,, ce jugement doit être pondéré. Ainsi, si par la voix de son vice-président, l’Overseas Press Club of Cambodia estime que la liberté de la presse semble plus être considérée par les gouvernants comme un privilège qu’ils octroient et révoquent à leur guise en fonction des événements, il reconnait toutefois que la situation du royaume khmer est meilleure que dans d’autres pays de la région. De fait, avec, en 2008, quelque 400 titres qui contrairement à bon nombre de pays occidentaux, ne sont pas concentrés entre quelques grands groupes, le secteur peut être considéré comme florissant. Mais, cette multitude amène parfois, notamment dans la presse en langue cambodgienne, des dérives difficilement envisageables en occident. Ainsi, pour certains journalistes la cause qu’ils défendent l’emporte sur la recherche de la vérité ; la critique se limite alors aux insultes et les investigations à reporter les rumeurs qui vont dans le sens de leurs convictions sans chercher à en vérifier l’exactitude. En contrepartie, la réponse aux attaques, fondées ou non, se fait encore trop souvent pas des voies extra-judiciaires et il n’est pas rare que les journalistes subissent des actes d’intimidations ou de violence pouvant aller jusqu’au meurtre, de la part de ceux dont ils dévoilent les turpitudes - trafic de bois précieux, spoliation de terrains … - sans que les auteurs de ces exactions ne soient inquiétés. À ce titre, le comportement équivoque des dirigeants cambodgien qui condamnent dans des communiqués les brutalités policières qui ont périodiquement émaillé les manifestations de 2013-2014, mais semblent ne rien faire pour que leurs auteurs aient un jour à rendre compte devant la justice ne peut qu’inciter ces derniers à poursuivre leurs agissements.

### Liberté de réunion et d’association
|  | 1. Toute personne a droit à la liberté de réunion et d’association pacifiques. 2. Nul ne peut être obligé de faire partie d’une association. |
|  | Article 20 de la Déclaration universelle des Droits de l’Homme (lire sur Wikisource)                                                         |

Les rassemblements au Cambodge sont régis par une loi de 2009 qui oblige les organisateurs à déposer une demande aux autorités locales au moins 5 jours ouvrés avant l’évènement avec trois noms de contact et une copie de leurs cartes nationales d’identité. Les dirigeants peuvent refuser une demande s'ils jugent qu’il y a un risque en matière de sécurité des personnes ou pour l’ordre public et utiliser la force pour disperser une manifestation qui n’aurait pas été approuvée. Enfin, les promoteurs du rassemblement peuvent être tenus pénalement responsables des incidents qui en auraient découlé. Les organisations proches de l’opposition voient dans ces limitations des freins à l’expression de récrimination à l’encontre du pouvoir qui pourrait incriminer les risques à l’ordre public pour les interdire.
Les manifestations de 2013-2014 sont de ce point de vue révélatrices de la manière dont le droit de réunion est appliqué. En juillet 2013 et jusqu’à la fin de l’année, les rassemblements se déroulaient généralement de manière pacifique et semblaient tolérés par les autorités. Par contre, à la fin de 2013 et surtout au début de janvier 2014, quand elles sont apparues comme une menace contre le gouvernement en place, elles ont été dispersées et prohibées. Une telle interdiction est contraire au Pacte international relatif aux droits civils et politiques, signé par le Cambodge et qui stipule dans son article 4 que le droit de réunion peut être suspendu seulement si l'état d'urgence a été déclaré à cause d'un danger pour la nation. Dans le cas présent, aucune proclamation en ce sens n’a été faite.
Il ne s’agit malheureusement pas des seules circonstances pendant lesquelles la liberté de réunion a été mise à mal au Cambodge, mais il semble qu’elle soit contrariée chaque fois que les rassemblements vont à l’encontre des intérêts des proches du pouvoir. Ainsi, dans son rapport de 2014, Amnesty International relate aussi la condamnation, en novembre, à un an de prison de sept militantes accusées d’avoir organisé une manifestation de protestation contre les évictions de Boeung Kak. Trois autres femmes et un bonze ont par la suite également été emprisonnés après qu’ils ont demandé la libération des premières nommées. Dans le même ordre d’idée, l’association britannique reporte également les cas de réunions d’information à Preah Vihear et Kampong Thom sur la déforestation qui auraient été dispersées par la police.

### Liberté d’accès aux fonctions publiques
|  | 1. Toute personne a le droit de prendre part à la direction des affaires publiques de son pays, soit directement, soit par l’intermédiaire de représentants librement choisis. 2. Toute personne a droit à accéder, dans des conditions d’égalité, aux fonctions publiques de son pays. 3. La volonté du peuple est le fondement de l’autorité des pouvoirs publics ; cette volonté doit s’exprimer par des élections honnêtes qui doivent avoir lieu périodiquement, au suffrage universel égal et au vote secret ou suivant une procédure équivalente assurant la liberté du vote. |
|  | Article 21 de la Déclaration universelle des Droits de l’Homme (lire sur Wikisource) |

Le fait que le pouvoir soit concentré entre les mains d’un cercle restreint de personnes limitant d’autant la possibilité pour des individus extérieurs à ce groupe de participer à la vie publique est régulièrement dénoncé,,,. De telles accusations sont entre autres étayées par le cas de la réforme judiciaire de 2014 dont aucun avant-projet n’a fait l’objet d’une publication ni d’une consultation auprès des organisations qui travaillent habituellement dans le secteur et qui auraient pu faire des remarques constructives. Les lois n’ont en fait été rendues publiques que le jour de leur présentation à l’Assemblée nationale où elles n’ont donné lieu à aucun débat  avant d’être promulguées en catimini une vingtaine de jours plus tard,.
À un autre niveau, il est reconnu que le salaire de base des petits fonctionnaires, s’il n’était complété par des moyens pas toujours moralement louable (abus de position, pots de vin, second travail exécuté pendant les heures normalement dévolues au premier …), ne leur permettrait tout simplement pas de mener une vie décente.

### Droit à la sécurité sociale
|  | Toute personne, en tant que membre de la société, a droit à la sécurité sociale ; elle est fondée à obtenir la satisfaction des droits économiques, sociaux et culturels indispensables à sa dignité et au libre développement de sa personnalité, grâce à l’effort national et à la coopération internationale, compte tenu de l’organisation et des ressources de chaque pays. |
|  | Article 22 de la Déclaration universelle des Droits de l’Homme (lire sur Wikisource) |

### Droit au travail
|  | 1. Toute personne a droit au travail, au libre choix de son travail, à des conditions équitables et satisfaisantes de travail et à la protection contre le chômage. 2. Tous ont droit, sans aucune discrimination, à un salaire égal pour un travail égal. 3. Quiconque travaille a droit à une rémunération équitable et satisfaisante lui assurant ainsi qu’à sa famille une existence conforme à la dignité humaine et complétée, s’il y a lieu, par tous autres moyens de protection sociale. 4. Toute personne a le droit de fonder avec d’autres des syndicats et de s’affilier à des syndicats pour la défense de ses intérêts. |
|  | Article 23 de la Déclaration universelle des Droits de l’Homme (lire sur Wikisource) |

Les événements de 2013-2014 ont aussi montré le manque d’efficacité du processus visant à fixer un salaire minimum qui puisse répondre autant aux attentes des employés qu’aux contraintes des employeurs et qui soit basé sur des données fiables et objectives. Le Labour Advisory Committee tripartite existant, censé conseiller le ministère de l’Emploi et de la Formation professionnelle dans cette tâche, s’avère plus une tribune où chacun expose ses arguments dans le cadre d’une négociation plutôt qu’un service à même de fournir des informations techniques, par exemple sur le coût de la vie et ce que devrait être un niveau de rémunération suffisant pour garantir une existence décente.
D’autre part, Surya Subedi regrette dans son rapport d’août 2014 que certaines personnes soient victimes de menaces et de mesures d’intimidation à cause de leur implication dans des mouvements syndicaux. Il cite notamment le cas de Ath Thun, président de la Confédération cambodgienne du travail, condamné au printemps 2014 à une amende de 25 000 $ pour incitation au désordre mais dont les charges seront finalement abandonnées en juillet de la même année.
Mais le cas n’est pas isolé et par exemple, dans son rapport de 2014, Amnesty international évoque également six dirigeants syndicaux poursuivis en septembre pour « provocation ». S’ils n’ont pas été placés en détention, ils ont quand même été mis sous surveillance, ce qui les empêche de participer ou d’organiser des manifestations.

### Droit au repos et aux loisirs
|  | Toute personne a droit au repos et aux loisirs et notamment à une limitation raisonnable de la durée du travail et à des congés payés périodiques. |
|  | Article 24 de la Déclaration universelle des Droits de l’Homme (lire sur Wikisource)                                                               |

### Accès aux soins
|  | 1. Toute personne a droit à un niveau de vie suffisant pour assurer sa santé, son bien-être et ceux de sa famille, notamment pour l’alimentation, l’habillement, le logement, les soins médicaux ainsi que pour les services sociaux nécessaires ; elle a droit à la sécurité en cas de chômage, de maladie, d’invalidité, de veuvage, de vieillesse ou dans les autres cas de perte de ses moyens de subsistance par suite de circonstances indépendantes de sa volonté. 2. La maternité et l’enfance ont droit à une aide et à une assistance spéciale. Tous les enfants, qu’ils soient nés dans le mariage ou hors mariage, jouissent de la même protection sociale. |
|  | Article 25 de la Déclaration universelle des Droits de l’Homme (lire sur Wikisource) |

En termes d'accès aux soins, les principaux handicaps du système de santé cambodgien sont la pénurie d’équipements, notamment dans les campagnes, le manque de moyens et le coût des soins.
L’organisation mondiale de la santé montrait qu'en 2015 le service public souffrait d'une certaine défiance et estimait qu’encore 60 % des dépenses de santé sont constituées par des paiements non officiels, par exemple pour s’attacher l’implication du personnel soignant ou bénéficier d’un passe-droit. Le même rapport constate que 49 % des traitements se font dans des cliniques privées et que 21 % sont le fait de procédés hors de la médecine traditionnelle (guérisseurs, potions …). Ainsi, 85 % des accouchements ont toujours lieu au domicile de la mère, dont plus des deux tiers en l’absence de personnel qualifié. Dans le même temps, une étude de la mission économique de l’ambassade de France montre que si en 2012, une famille cambodgienne sur dix ne possède pas de terre, dans 60 % des cas, cette situation fait suite à un endettement pour couvrir des frais de santé.
Le financement, pour sa part, reste encore largement tributaire de l’aide internationale qui, pour l’année 2012, se montait à 199 millions de dollars US. Cette assistance est répartie entre la trentaine de structures publiques et la centaine d’organisations non gouvernementales qui œuvrent dans le domaine. Ces dernières s’appuient localement sur des citadins qui ont une connaissance des langues occidentales, mais pas forcément des campagnes où pourtant résident les principaux problèmes sanitaires. De plus, ces groupes concentrent souvent leurs activités là où ils espèrent collecter les meilleurs financements sans forcément tenir compte des besoins réels sur le terrain. Maurits van Pelt notait ainsi en 2009 dans la revue Diabetes Voice que 60 % des dons faits dans le domaine de la santé étaient destinés aux 60 000 Cambodgiens infectés par le virus du SIDA alors que seuls 1 % vont aider les 250 000 personnes qui souffrent de diabète.

### Droit à l’éducation
|  | 1. Toute personne a droit à l’éducation. L’éducation doit être gratuite, au moins en ce qui concerne l’enseignement élémentaire et fondamental. L’enseignement élémentaire est obligatoire. L’enseignement technique et professionnel doit être généralisé ; l’accès aux études supérieures doit être ouvert en pleine égalité à tous en fonction de leur mérite. 2. L’éducation doit viser au plein épanouissement de la personnalité humaine et au renforcement du respect des droits de l’homme et des libertés fondamentales. Elle doit favoriser la compréhension, la tolérance et l’amitié entre toutes les nations et tous les groupes raciaux ou religieux, ainsi que le développement des activités des Nations Unies pour le maintien de la paix. 3. Les parents ont, par priorité, le droit de choisir le genre d’éducation à donner à leurs enfants. |
|  | Article 26 de la Déclaration universelle des Droits de l’Homme (lire sur Wikisource) |

Le Cambodge fait partie des 164 pays qui, le 28 avril 2000 à Dakar, s’étaient engagés à faire de l’éducation un priorité, notamment en universalisant l'enseignement primaire et en réduisant massivement l'analphabétisme. Si des progrès ont été accomplis dans le domaine de la scolarisation avec un taux qui, pour la population en âge de suivre l’enseignement primaire, est passé de 86 % en 1999 à 98 % en 2012, ces chiffres ne sauraient faire oublier certains dysfonctionnements. Ainsi, la difficulté de dégager les ressources financières nécessaires, de les mobiliser et de les optimiser afin de promouvoir une qualité de formation proche de celle des pays voisins, mais aussi et surtout un climat de corruption généralisée constituent de sérieux freins à l'efficacité même du système de formation.

### Accès à la culture
|  | 1. Toute personne a le droit de prendre part librement à la vie culturelle de la communauté, de jouir des arts et de participer au progrès scientifique et aux bienfaits qui en résultent. 2. Chacun a droit à la protection des intérêts moraux et matériels découlant de toute production scientifique, littéraire ou artistique dont il est l’auteur. |
|  | Article 27 de la Déclaration universelle des Droits de l’Homme (lire sur Wikisource) |

### Promotion et protection des droits et des libertés
|  | Toute personne a droit à ce que règne, sur le plan social et sur le plan international, un ordre tel que les droits et libertés énoncés dans la présente Déclaration puissent y trouver plein effet. |
|  | Article 28 de la Déclaration universelle des Droits de l’Homme (lire sur Wikisource) |

Malgré le nombre important d’organismes de défense des droits de l’homme présents au Cambodge, leur action se trouve parfois entravée, quand elle se heurte aux intérêts de certains puissants ou de leurs affidés. Surya Subedi évoque par exemple dans son rapport de 2014 le cas de Vann Sopath, membre du Centre Cambodgien des Droits de l’Homme (en) qui aurait reçu des menaces à la suite de son action en faveur des victimes d’expropriations.
Les manœuvres d’intimidation ne se limitent malheureusement pas aux seules menaces. Le cas d’Alejandro Gonzalez Davidson, un militant espagnol de l’organisation Mother Nature qui s’opposait à la construction du barrage de Cheay Areng (en) dans la province de Kaoh Kong est emblématique. Le projet, mis en œuvre par la société chinoise Sinohydro Resources est dirigé par Lao Meng Khin, un Tycoon, par ailleurs sénateur du PPC. Au début de 2015, le ministère de l’intérieur demandait de ne pas renouveler son visa et M. Gonzalez Davidson était expulsé le 23 février.
Une autre mesure fréquente consiste à traduire les membres des organisations de défense des droits de l’homme devant les tribunaux pour répondre d’infractions aux lois sur la diffamation, les insultes ainsi que les incitations à la haine et aux désordres.

### Respect des droits et libertés
|  | 1. L’individu a des devoirs envers la communauté dans laquelle seul le libre et plein développement de sa personnalité est possible. 2. Dans l’exercice de ses droits et dans la jouissance de ses libertés, chacun n’est soumis qu’aux limitations établies par la loi exclusivement en vue d’assurer la reconnaissance et le respect des droits et libertés d’autrui et afin de satisfaire aux justes exigences de la morale, de l’ordre public et du bien-être général dans une société démocratique. 3. Ces droits et libertés ne pourront, en aucun cas, s’exercer contrairement aux buts et aux principes des Nations Unies. |
|  | Article 29 de la Déclaration universelle des Droits de l’Homme (lire sur Wikisource) |

La mise en place d’organismes indépendants chargés de gérer les litiges avec les administrations, outre qu’elle favorise le respect des droits de l’homme, est une obligation du protocole facultatif à la Convention contre la torture et autres peines ou traitements cruels, inhumains ou dégradants que le Cambodge a ratifié en 2007. Les manifestations de 2014-2014 trouvent justement un de leurs principaux fondements dans la sujétion réelle ou supposée au pouvoir des organes de ce type mis en place (Comité national des élections, Conseil suprême de la magistrature, institution chargée de régler les conflits fonciers…).
Les autorités, prétextant le besoin de coordonner les efforts de tous les intervenants dans chaque domaine, ont créé des organismes qui dépendent directement d’elles. Ainsi, le comité cambodgien aux droits de l’homme et l’unité anti-corruption sont gérés par le conseil des ministres alors que les mécanismes chargés de résoudre les litiges électoraux ou fonciers sont composés des membres du gouvernement. Toutefois, quand bien même les dirigeants le voudraient, la mise en place d’organismes reconnus comme indépendants par toutes les parties et disposant de moyens leur permettant de mener à bien leurs missions semble loin d’être aisée. Lors de ses séjours au Cambodge en 2013 et 2014 Surya Subedi avait ainsi proposé à un certain nombre de représentants de la société civile de faire partie de telles institutions mais avait essuyé la plupart du temps un refus in the current political context in Cambodia (« dans le contexte politique actuel au Cambodge »).

### Abus de droit
|  | Aucune disposition de la présente Déclaration ne peut être interprétée comme impliquant pour un État, un groupement ou un individu un droit quelconque de se livrer à une activité ou d’accomplir un acte visant à la destruction des droits et libertés qui y sont énoncés. |
|  | Article 30 de la Déclaration universelle des Droits de l’Homme (lire sur Wikisource) |

Si la plupart des Organisations non gouvernementales présentes au Cambodge tentent de remplir leurs missions avec indépendance et neutralité, d’autres cachent sous de nobles desseins, des buts moins avouables.
On peut tout d’abord citer certains groupes confessionnels qui offrent des aides diverses, telles des soins ou des formations, en échange d’une conversion qui va à l’encontre du droit à choisir librement sa religion.
Une dérive d’un autre ordre semble émaner de l’International Republican Institute. Cet office, financé par le gouvernement fédéral des États-Unis dispose d’un bureau à Phnom Penh et se présente comme une organisation humanitaire chargée de favoriser le pluralisme politique ; elle est toutefois régulièrement accusé de manœuvrer en fait pour déstabiliser les dirigeants de régimes jugés pas suffisamment amicaux par son bailleur et pour promouvoir ses opposants au besoin par des méthodes peu démocratiques,,,.